# EMBO Reports
EMBO Reports è una rivista scientifica ad accesso aperto differito e sottoposta a revisione paritaria, che si occupa di ricerche di biologia molecolare.
Pubblica ricerche originali, recensioni di libri, saggi e opinioni. Contiene anche commenti sull'impatto sociale dei progressi nelle scienze della vita e sull'influenza inversa della società sulla scienza. Rivista gemella di The EMBO Journal, EMBO Reports è stata fondata nel 2000 e dal 2003 è stata pubblicata per conto dell'European Molecular Biology Organization dalla Nature Publishing Group. 
Al 2025, è pubblicata dalla EMBO Press, che pubblica anche The EMBO Journal e Molecular System Biology.
Nel 2019/2020, ha ricevuto un fattore di impatto pari a 7,497.
Al 2025, la rivista è pubblicata in modalità di accesso aperto differito con una finestra editoriale di 12 mesi al termine della quale i contenuti diventano liberamente consultabili.